# Giovanni Manzuoli
Giovanni Manzuoli (Florença, c. 1720 - Florença, 1782) foi um célebre castrato da Itália.
Fez grande sucesso cantando em Londres, Madri, Bolonha, Viena e Lisboa, acumulando fortuna. Deu aulas de canto para Mozart. Leopold Mozart e Charles Burney deixaram relatos elogiosos sobre ele.